# پیش‌لرزه
پیش‌لرزه (به انگلیسی: Foreshock) زمین‌لرزه‌ای است که پیش از لرزهٔ شدیدتر اصلی روی می‌دهد و از نظر زمانی و مکانی به لرزهٔ اصلی مرتبط است. تشخیص اینکه یک زمین‌لرزه، پیش‌لرزه است یا لرزهٔ اصلی یا پس‌لرزه، تنها پس از رخ دادنش امکان‌پذیر است.
یکی از مدلهایی که برای پیش لرزه، زلزلهٔ اصلی و پس لرزه پیشنهاد شده است، همانند آبشاری است که وقایع به دنبال یکدیگر ادامه می‌یابند. اولین ترک‌ها و شکست‌ها با پیش لرزه آغاز می‌شود، این پیش لرزه باعث امکان آزاد شدن انرژی بزرگتری می‌شود که زلزلهٔ اصلی را تشکیل می‌دهد، و در آخر، پس لرزه‌ها ترک‌های کوچکی هستند که در انتها رخ می‌دهند.
زمان میان یک پیش لرزه با زلزلهٔ اصلی هیچ الگوی تا کنون شناخته شده‌ای ندارد. حتی گفته می‌شود زمین‌لرزه اندونزی (۲ نوامبر ۲۰۰۲) پیش لرزه ای برای زمین‌لرزه و سونامی اقیانوس هند (۲۰۰۴) بوده است.
در برخی شرایط که گسل‌های موجود در منطقه برای مدت مدیدی فعالیت نداشته‌اند، مشاهدهٔ یک زلزلهٔ کم انرژی می‌تواند به صورت احتمالی به عنوان یک پیش لرزه برای آزاد شدن انرژی‌های بیشتر تلقی گردد. به عنوان مثال، ارگ بم نشان از ساکت بودن گسل بم کرمان دارد، و زلزله‌های خفیف در چهارم دی ماه ۱۳۸۲ و چند ساعت پیش از زمین‌لرزه بم می‌توانست به عنوان پیش لرزه تلقی شود. اگر دستگاه‌های لرزه‌نگار شهر بم به صورت آنلاین به سیستم لرزه‌نگاری تهران متصل بودند، احتمالاً مسئولین می‌توانستند مردم را از خانه‌های خود تخلیه کنند. هم‌اکنون سیستم لرزه‌نگاری کشوری به صورت آنلاین و یکپارچه فعالیت می‌کند.